# Liste der Landtagswahlkreise in Brandenburg 1990
Die Liste der Landtagswahlkreise in Brandenburg 1990 enthält alle Wahlkreise für die ersten Landtagswahlen in Brandenburg nach der Wiedervereinigung am 14. Oktober 1990.
Die Einteilung der Wahlkreise wurde, zusammen mit der der anderen neuen Bundesländer, von der Volkskammer bestimmt. Die Wahlkreise sollten dabei etwa 60.000 Einwohner umfassen, die maximale Abweichung betrug 25 Prozent.
Zur Landtagswahl 1994 wurden die Wahlkreise der kommunalen Neugliederung angepasst. Die Zahl blieb jedoch bei 44.

## Wahlkreise
Neben den Gebieten sind auch die jeweiligen Gewinner der Direktmandate angegeben. Die Aufzählung der Gemeinden ist nicht vollständig.
| Nr. | Name                                                 | Gebiet | Direktmandat                  | Partei |
| --- | ---------------------------------------------------- | --- | ----------------------------- | ------ |
| 1   | Perleberg I                                          | Landkreis Perleberg: Bentwisch, Blüthen, Boberow, Breese, Brunow, Cumlosen, Dallmin, Dambeck, Garlin, Groß Breese, Groß Warnow, Hinzdorf, Karstädt, Kribbe, Laaslich, Mankmuß, Nebelin, Perleberg, Premslin, Pröttlin, Quitzow, Reckenzin, Retzin, Rühstädt, Sükow, Weisen, Wittenberge | Michael Fischer               | CDU    |
| 2   | Kyritz – Perleberg II                                | Landkreis Kyritz Kreis Perleberg: Baek, Bendelin, Berge, Glöwen, Grube, Gülitz, Klein Gottschow, Kleinow, Kletzke, Krampfer, Legde, Netzow, Pirow, Quitzöbel, Reetz, Retzin, Viesecke, Bad Wilsnack, Wolfshagen | Dieter Helm                   | CDU    |
| 3   | Pritzwalk – Wittstock                                | Landkreis Pritzwalk Landkreis Wittstock | Christian Gilde               | SPD    |
| 4   | Neuruppin                                            | Landkreis Neuruppin | Wolfgang Klein                | SPD    |
| 5   | Gransee – Templin II                                 | Landkreis Gransee Landkreis Templin: Beenz, Lychen, Retzow, Rutenberg | Lothar Kliesch                | SPD    |
| 6   | Templin I – Angermünde I                             | Landkreis Templin: ??? Landkreis Angermünde: ??? | Wolfgang Birthler             | SPD    |
| 7   | Prenzlau – Angermünde II                             | Landkreis Prenzlau Landkreis Angermünde: Briest, Fredersdorf, Golm, Grünow, Passow, Polßen, Schmiedeberg, Steinhöfel, Wilmersdorf, Zichow | Karsten Wiebke                | SPD    |
| 8   | Schwedt                                              | Schwedt | Lothar Englert                | SPD    |
| 9   | Nauen I                                              | Landkreis Nauen: ??? | Günter Neumeister             | SPD    |
| 10  | Oranienburg III – Nauen II                           | Landkreis Oranienburg: Bötzow, Hennigsdorf Kreis Nauen: Falkensee, Schönwalde | Peter Kirmße                  | SPD    |
| 11  | Oranienburg I                                        | Landkreis Oranienburg: Bärenklau, Borgsdorf/Nordbahn, Germendorf, Leegebruch, Lehnitz/Nordbahn, Oranienburg, Velten | Reinhilde Schildhauer-Gaffrey | SPD    |
| 12  | Oranienburg II                                       | Landkreis Oranienburg: ??? | Horst Maschler                | SPD    |
| 13  | Bernau                                               | Landkreis Bernau | Gustav Just                   | SPD    |
| 14  | Eberswalde I                                         | Landkreis Eberswalde: ??? | Fritz Grunert                 | SPD    |
| 15  | Bad Freienwalde – Eberswalde II                      | Landkreis Bad Freienwalde Kreis Eberswalde: Altendorf, Althüttendorf, Bölkendorf, Britz, Brodowin, Chorin, Friedrichswalde, Golzow, Groß Ziethen, Grüntal, Hohenfinow, Joachimsthal, Klein Ziethen, Lichterfelde, Liepe, Lüdersdorf, Lunow, Melchow, Neuehütte, Neugrimnitz, Niederfinow, Oderberg, Parlow-Glambeck, Parstein, Sandkrug, Senftenhütte, Serwest, Sommerfelde, Spechthausen, Stolzenhagen, Tornow, Trampe, Tuchen-Klobbicke, Werbellin | Hartmut Meyer                 | SPD    |
| 16  | Rathenow                                             | Landkreis Rathenow | Gerhard Thierbach             | SPD    |
| 17  | Brandenburg I                                        | Brandenburg: nördlicher Teil | Joachim Franck                | SPD    |
| 18  | Brandenburg II                                       | Brandenburg: südlicher Teil | Stefan Körber                 | SPD    |
| 19  | Brandenburg, Land – Belzig                           | Landkreis Brandenburg Kreis Belzig | Andreas Kuhnert               | SPD    |
| 20  | Potsdam, Land I                                      | Landkreis Potsdam: Eiche, Fahrland, Golm, Groß Glienicke, Grube, Marquardt, Neu Fahrland, Satzkorn, Uetz-Paaren, ??? | Peter Muschalla               | SPD    |
| 21  | Potsdam, Land II                                     | Landkreis Potsdam: Bergholz-Rehbrück, Fahlhorst, Fresdorf, Güterfelde, Kleinmachnow, Langerwisch, Michendorf, Nudow, Saarmund, Schenkenhorst, Sputendorf, Stahnsdorf, Teltow, Tremsdorf, Philippsthal, Ruhlsdorf, Wildenbruch, Wilhelmshorst | Christel Dettmann             | SPD    |
| 22  | Potsdam I                                            | Potsdam: nördlicher Teil | Herbert Knoblich              | SPD    |
| 23  | Potsdam II                                           | Potsdam: südlicher Teil | Jochen Wolf                   | SPD    |
| 24  | Strausberg I                                         | Landkreis Strausberg: ??? | Klaus-Dietrich Krüger         | SPD    |
| 25  | Seelow – Strausberg II                               | Landkreis Seelow Kreis Strausberg: Batzlow, Bollersdorf, Buckow/M. Schw., Eggersdorf b. Münch., Garzau, Garzin, Grunow, Hennickendorf, Hermersdorf-Obersdorf, Herzfelde, Hohenstein, Hoppegarten, Ihlow, Klosterdorf, Lichtenow, Müncheberg, Petershagen, Prötzel, Rehfelde, Reichenberg, Reichenow, Ringenwalde, Waldsieversdorf, Werder, Zinndorf | Götz Piprek                   | SPD    |
| 26  | Fürstenwalde I                                       | Landkreis Fürstenwalde: ??? | Günter Rentsch                | SPD    |
| 27  | Fürstenwalde II                                      | Landkreis Fürstenwalde: Braunsdorf, Erkner, Gosen, Grünheide/Mark, Hangelsberg, Hartmannsdorf, Jännickendorf, Kagel, Kienbaum, Kolpin, Markgrafpieske, Mönchwinkel, Neu Zittau, Rauen, Reichenwalde, Rüdersdorf, Schöneiche b. Berlin, Spreeau, Spreenhagen, Wernsdorf, Woltersdorf | Helmut Köhler                 | SPD    |
| 28  | Jüterbog – Luckenwalde II – Zossen II                | Landkreis Jüterbog Landkreis Luckenwalde: Buckow, Dümde, Gottow, Holbeck, Jänickendorf, Kolzenburg, Liepe, Ließen, Lüdersdorf, Lynow, Merzdorf, Niebendorf-Heinzdorf, Petkus, Scharfenbrück, Schönefeld, Schöneweide, Stülpe, Wahlsdorf, Wiesenhagen, Woltersdorf Landkreis Zossen: Baruth, Dornswalde, Gadsdorf, Groß Ziescht, Horstwalde, Klasdorf, Klausdorf, Kummersdorf, Kummersdorf-Alexanderdorf, Lindenbrück, Mellensee, Mückendorf, Paplitz, Radeland, Rehagen, Saalow, Schöbendorf, Sperenberg, Wünsdorf | Siegfried Jausch              | SPD    |
| 29  | Luckenwalde I – Zossen III                           | Landkreis Luckenwalde: ??? Landkreis Zossen: Ahrensdorf, Gröben, Großbeuthen, Kerzendorf, Ludwigsfelde, Siethen, Thyrow | Steffen Reiche                | SPD    |
| 30  | Zossen I – Königs Wusterhausen II                    | Landkreis Zossen: ??? Landkreis Königs Wusterhausen: Bestensee, Briesen, Dolgenbrodt, Freidorf, Gallun, Gräbendorf, Groß Köris, Gussow, Halbe, Kolberg, Löpten, Märkisch Buchholz, Mittenwalde, Motzen, Münchehofe, Oderin, Pätz, Prieros, Schenkendorf, Schwerin, Streganz, Teupitz, Töpchin, Zeesen | Christoph Schulze             | SPD    |
| 31  | Königs Wusterhausen I                                | Landkreis Königs Wusterhausen: Königs Wusterhausen, ??? | Rainer Matthes                | CDU    |
| 32  | Beeskow – Frankfurt/Oder II – Eisenhüttenstadt, Land | Landkreis Beeskow Frankfurt/Oder: südlicher Teil Kreis Eisenhüttenstadt-Land | Manfred Rademacher            | SPD    |
| 33  | Frankfurt/Oder I                                     | Frankfurt/Oder: mittlerer und nördlicher Teil | Peter-Michael Diestel         | CDU    |
| 34  | Eisenhüttenstadt                                     | Eisenhüttenstadt | Detlef Kirchhoff              | CDU    |
| 35  | Guben – Forst I                                      | Landkreis Guben Landkreis Forst: Bohrau, Briesnig, Forst, Mulknitz, Naundorf | Frank Dietrich                | CDU    |
| 36  | Cottbus I                                            | Cottbus: ??? | Manfred Stolpe                | SPD    |
| 37  | Cottbus II                                           | Cottbus: ??? | Dyrck Schneidenbach           | CDU    |
| 38  | Cottbus, Land – Forst II                             | Landkreis Cottbus Landkreis Forst: ??? | Johannes Winter               | CDU    |
| 39  | Spremberg – Calau I                                  | Landkreis Spremberg Landkreis Calau: Altdöbern, Bischdorf, Bolschwitz, Calau, Göritz, Kittlitz, Koßwig, Laasow, Lindchen, Lubochow, Missen, Muckwar, Naundorf, Neupetershain, Ogrosen, Ranzow, Reddern, Repten, Ressen, Saßleben, Stradow, Suschow, Vetschau, Woschkow | Frank-Michael Schober         | CDU    |
| 40  | Calau II – Senftenberg II                            | Landkreis Calau: Allmosen, Annahütte, Bahnsdorf, Barzig, Bathow, Boblitz, Brieske, Brodkowitz, Bronkow, Buchholz, Buchwäldchen, Buchwalde, Buckow, Bückgen, Dörrwalde, Domsdorf, Drebkau, Drochow, Durbau, Eisdorf, Fleißdorf, Freienhufen, Gahlen, Gliechow, Golschow, Gosda, Greifenhain, Groß Beuchow, Groß Jehser, Groß Klessow, Groß Koschen, Groß Lübbenau, Groß Mehßow, Hindenberg, Hörlitz, Kabel, Kahnsdorf, Kalkwitz, Kasel, Kausche, Kemmen, Klein Beuchow, Klein Jauer, Klein Koschen, Klein Mehßow, Klettwitz, Koschendorf, Kostebrau, Kraupe, Krimnitz, Kückebusch, Laubst, Lauta, Leeskow, Lehde, Leipe, Lieske, Lipten, Löschen, Luckaitz, Lübbenau, Lug, Märkischheide, Mallenchen, Meuro, Neu Döbern, Plieskendorf, Pritzen, Raddusch, Radensdorf bei Calau, Radensdorf bei Drebkau, Ragow, Rauno, Rehnsdorf, Reppist, Reuden, Rosendorf, Saado, Saalhausen, Säritz, Sauo, Schipkau, Schmogro, Schöllnitz, Schönfeld, Sedlitz, Seese, Siewisch, Skado, Steinitz, Stöbritz, Terpt, Tornitz, Tornow, Vorberg, Weissag, Wendisch Sorno, Werchow, Willmersdorf, Wormlage, Wüstenhain, Zerkwitz, Zinnitz Landkreis Senftenberg: Annahütte, Bahnsdorf, Brieske, Drochow, Freienhufen, Großräschen, Klettwitz, Kostebrau, Ruhland, Saalhausen, Schippkau, Schwarzheide, Sedlitz | Martin Habermann              | CDU    |
| 41  | Senftenberg I                                        | Landkreis Senftenberg: Allmosen, Biehlen, Buchwalde, Bückgen, Burkersdorf, Dörrwalde, Frauendorf, Frauwalde, Großkoschen, Guteborn, Großkmehlen, Grünewalde, Heinersdorf, Hermsdorf, Hohenbocka, Hörlitz, Hosena, Jannowitz, Jüttendorf, Kleinkmehlen, Kleinkoschen, Kleinräschen, Kroppen, Lauchhammer, Lieske, Lindenau, Lipsa, Meuro, Naundorf bei Ruhland, Niemtsch, Ortrand, Peickwitz, Rauno, Reppist, Rosendorf, Sauo, Schmogro, Schwarzbach, Sella, Senftenberg, Sorno, Tettau, Zschipkau, Zschornegosda | Reinhard Orczewski            | CDU    |
| 42  | Lübben – Luckau                                      | Landkreis Lübben Landkreis Luckau | Marga Beck                    | CDU    |
| 43  | Herzberg – Finsterwalde I                            | Landkreis Herzberg Landkreis Finsterwalde: ??? | Jürgen Lüth                   | CDU    |
| 44  | Bad Liebenwerda – Finsterwalde II                    | Landkreis Bad Liebenwerda Landkreis Finsterwalde: Doberlug-Kirchhain, Eichholz-Drößig, Fischwasser, Friedersdorf, Gruhno, Lichterfeld, Lindena, Lugau, Oppelhain, Rückersdorf, Schacksdorf, Schadewitz, Schönborn, Sorno, Staupitz, Tröbitz | Frank Werner                  | CDU    |